# Automatik- og procesuddannelsen
Automatik- og procesuddannelsen er fællesbetegnelsen for 2 forskellige erhvervsuddannelser, der hver varer 4 år. Uddannelserne kan påbegyndes lige efter folkeskolens afgangseksamen i 9. klasse.
På automatik- og procesuddannelsen kan man vælge følgende 5 uddannelsesforløb:
- Automatiktekniker (4 år)
- Elektrotekniker (4 år)

Fælles for de 2 uddannelser er et introduktionsforløb af 20 ugers varighed på en af landets tekniske skoler.
Efter introduktionsforløbet foregår de enkelte uddannelser i lære hos "mester" i den virksomhed der er ens læreplads, og hvor man arbejder som lærling. Undervejs er der 5 skoleophold af kortere varighed på teknisk skole. Uddannelserne afsluttes alle med en svendeprøve – og hvis man består svendeprøven, modtager et svendebrev og blive udlært i det pågældende fag.